# Панькин, Валентин Епифанович
Валентин Епифанович Панькин (7 января 1931 — 5 июня 1997) — начальник Главного штаба — 1-й заместитель Главнокомандующего Военно-воздушными силами СССР, генерал-полковник авиации (25.10.1979), заслуженный военный лётчик СССР (1981).

## Биография
Родился 7 января 1931 года на хуторе Вихляевский.
В 1952 году окончил Батайское военное авиационное училище лётчиков имени А. К. Серова, в 1959 году — Военно-воздушную академию, в 1972 году — Военную академию Генерального штаба Вооружённых Сил СССР имени К. Е. Ворошилова.
Служил в ВВС Прибалтийского военного округа. В 1972—1979 годах командовал воздушными армиями (с апреля 1974 по декабрь 1979 - командующий 1-й Краснознамённой воздушной армией в ДВО), в 1979—1985 годах — ВВС Киевского военного округа.
В 1985—1990 годах — начальник Главного штаба Военно-воздушных сил — первый заместитель Главнокомандующего Военно-воздушными силами СССР. В 1992 году — старший группы военных специалистов в Республике Индия.
С 1955 года являлся членом КПСС. Делегат XXV (1976 год) и XXVII (1986 год) съездов КПСС и XIX Всесоюзной партийной конференции (1988 год).
Избирался депутатом Верховного Совета Украинской ССР 10-го и 11-го созывов (1980—1990 годы).
Скончался 5 июня 1997 года. Похоронен на Монинском военном мемориальном кладбище.

## Сочинения
- Эволюция организационной структуры ВВС, способов и методов организации управления и взаимодействия в годы Великой Отечественной войны // Роль Военно-воздушных Сил в Великой Отечественной войне 1941—1945 (По материалам IX военно-научной конференции ВВС). — М., 1986
- Панькин В. Е. Военно-Воздушные Силы в Великой Отечественной войне // Военно-исторический журнал. — 1985. — № 7.
- Панькин В. Е. Борьба авиации в резервами противника в наступательных операциях Великой Отечественной войны // Военно-исторический журнал. — 1986. — № 7. — С.22-28.